# Aretas z Cezarei Kapadockiej
Aretas z Cezarei Kapadockiej (ur. ok. 850; zm. po 932) – arcybiskup, bibliofil.
Aretas był uczniem Focjusza. W 901 został arcybiskupem Cezarei Kapadockiej. Zgromadził bibliotekę obejmującą dzieła literatury antycznej, m.in. Iliadę, dzieła Platona, Lukiana, Euklidesa i apologetów chrześcijańskich. Jest autorem komentarza do Apokalipsy, który jest oparty na dziełach Andrzeja z Cezarei i Ekumeniusza. Aretas skupił się na duchowym sensie utworu. Ponadto jest on autorem homilii, przemówień i listów.